# Alpheus heterocarpus
Alpheus heterocarpus is een garnalensoort uit de familie van de Alpheidae. De wetenschappelijke naam van de soort is voor het eerst geldig gepubliceerd in 1935 door Yu.